# 糖脂質

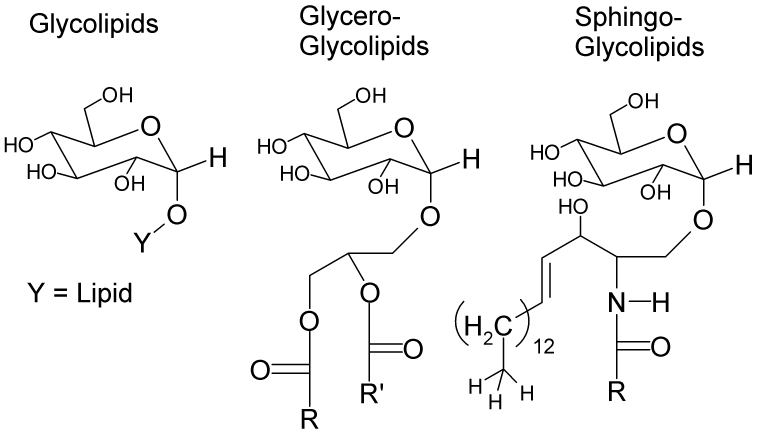
糖脂質の構造

糖脂質（とうししつ、Glycolipid）は、糖を結合した脂質である。エネルギーを供給したり、細胞認識の標識として働く。
脂質のデータベースであるLIPID MAPSではSaccharolipidという別定義の糖脂質カテゴリが存在している。従来の糖脂質はLIPID MAPSではグリセロ脂質、スフィンゴ脂質、糖脂質（Saccharolipid）の3つに分かれて分類されている。

## 糖脂質の分布と役割
糖脂質は細胞膜の表面でリン脂質と結合した状態で存在し、全ての真核生物の細胞膜表面で見られる。脂質二重膜内部から膜表面へ突き出すように存在し、特定の化合物の認識サイトとして働いている。この働きによって細胞膜が安定し、別の細胞と結合して組織を形成するのに役立っている。なお、糖脂質は、細胞膜の二重層のうち外側にしか存在しない。これは、細胞膜の形成時に糖を付加する酵素がゴルジ体の内部にしか存在しないこと、糖脂質を外層から内層に輸送するフリッパーゼが存在しないことによる。

## 糖脂質の種類
- グリセロ糖脂質:長鎖脂肪酸と糖がグリセロールで結合されたもの
  - ガラクト脂質(Galactolipid):糖がガラクトースであるもの
  - スルホ脂質(Sulfolipid)
- スフィンゴ糖脂質(Glycosphingolipid):長鎖脂肪酸と糖がスフィンゴシンで結合されたもの
  - セレブロシド(Cerebroside):糖が単糖であるもの
    - ガラクトセレブロシド(Galactocerebroside):糖がガラクトースであるセレブロシド
      - スルファチド(Sulfatide)[1]:糖に硫酸基が結合したガラクトセレブロシド

    - グルコセレブロシド(Glucocerebroside)

  - ガングリオシド(Ganglioside):糖がオリゴ糖であるもの。動物細胞中で最も複雑な糖脂質であり、負電荷を帯びたオリゴ糖と1つ以上のシアル酸残基を持っている。40種類以上が発見され、神経細胞に最も多く含まれている。
  - グロボシド
  - スルファチド
  - 糖スフィンゴリン脂質 (Glycophosphosphingolipid)-菌類、酵母、植物が持つ糖リン脂質の複合体であり、かつてHerbert Carterらによって「phytoglycolipids」と呼ばれていた。動物細胞中のガングリオシドと同じくらい複雑な物質である可能性がある。
- ソホロ脂質:ヒドロキシ脂肪酸がソホロースに結合したもの